# Bergistani
Die Bergistani (auch Bargusii) waren ein antiker, wohl mit den Ilergeten verwandter  Stamm in der Hispania Tarraconensis (in der heutigen spanischen Region Katalonien). Am Beginn des Zweiten Punischen Krieges durchquerte der auf dem Marsch nach Italien begriffene Hannibal 218 v. Chr. das Gebiet des bei dieser Gelegenheit von Polybios und Titus Livius als Bargusii bezeichneten Volkes und unterwarf es. Während der frühen Epoche der römischen Eroberung Hispaniens wurde der von Livius nun Bergistani genannte Stamm, der sich zu widersetzen versuchte,  im Jahr 195 v. Chr. vom Konsul Cato dem Älteren  besiegt.
Livius erwähnt, dass die Bergistani mehrere Festungen besaßen. Ihre Hauptfestung, Castrum Bergium, könnte der heutigen Stadt Berga entsprechen.